# Majidae
Majidae é uma família de caranguejos, compreendendo cerca de 200 espécies marinhas, caracterizada por apresentar uma carapaça que é mais longa do que larga e com uma ponta saliente na extremidade frontal. As patas podem ser muito longas em algumas espécies, o que justifica o seu aspecto de "aranha". O exoesqueleto está coberto por protuberâncias espinhosas que são utilizadas pelo animal para dependurar algas e outras materiais leves que utiliza como camuflagem.

## Géneros
Os cerca de 200 géneros extantes e as cerca de 50 espécies extintas são agriupados em 52 género e 5 subfamílias:
Eurynolambrinae Števčić, 1994
- Eurynolambrus H. Milne-Edwards & Lucas, 1841

Majinae Samouelle, 1819
- Ageitomaia Griffin & Tranter, 1986
- Anacinetops Miers, 1879
- Choniognathus Rathbun, 1932
- Cyclax Dana, 1851
- Entomonyx Miers, 1884
- Eurynome Leach, 1814
- Jacquinotia Rathbun, 1915
- Kasagia Richer de Forges & Ng, 2007
- Kimbla Griffin & Tranter, 1986
- Leptomithrax Miers, 1876
- Maiopsis Faxon, 1893
- Maja Lamarck, 1801
- Majella Ortmann, 1893
- Microhalimus Haswell, 1880
- Naxia Latreille, 1825
- Notomithrax Griffin, 1963
- Paraentomonyx T. Sakai, 1983
- Paramithrax H. Milne-Edwards, 1837
- Pippacirama Griffin & Tranter, 1986
- Prismatopus Ward, 1933
- Schizophroida T. Sakai, 1933
- Schizophrys White, 1848
- Seiitaoides Griffin & Tranter, 1986
- Temnonotus A. Milne-Edwards, 1875
- Teratomaia Griffin & Tranter, 1986
- Thersandrus Rathbun, 1897
- Tumulosternum McCulloch, 1913
- Wilsonimaia † Blow & Manning, 1996

Micromaiinae † Beurlen, 1930
- Micromaia † Bittner, 1875
- Mithracia † Bell, 1858
- Pisomaja † Lőrenthey, in Lőrenthey & Beurlen, 1929

Mithracinae MacLeay, 1838
- Ala Lockington, 1877
- Antarctomithrax † Feldmann, 1994
- Coelocerus A. Milne-Edwards, 1875
- Cyclocoeloma Miers, 1880
- Cyphocarcinus A. Milne-Edwards, 1868
- Leptopisa Stimpson, 1871
- Macrocoeloma Miers, 1879
- Micippa Leach, 1817
- Microphrys Milne-Edwards, 1851
- Mithraculus White, 1847
- Mithrax A. G. Desmarest, 1823
- Nemausa A. Milne-Edwards, 1875
- Paranaxia Rathbun, 1924
- Picroceroides Miers, 1886
- Stenocionops A. G. Desmarest, 1823
- Teleophrys Stimpson, 1860
- Thoe Bell, 1836
- Tiarinia Dana, 1851

Planoterginae Števčić, 1991
- Hemus A. Milne-Edwards, 1875
- Planotergum Balss, 1935